# رجب الماجري
رجب الماجري (1930 - 3 ديسمبر 2012) شاعر ليبي.

## حياته
ولد رجب مفتاح المبروك الماجري
في مدينة درنة الليبية في 22 نوفمبر، 1930. حصل على الثانوية العامة من القاهرة، ثم درس الحقوق في جامعة عين شمس، ومنها تخرج عام 1956. ثم عمل في ليبيا رئيس نيابة بالمحكمة العُليا عام 1965.
عمل وزيراً للعدل في آخر وزارة أيام الحكم الملكي في ليبيا، والتي رأسها ونيس القذافي.
عمل محامياً ما بين عامي 1970 و 1980، ثم مستشاراً بجهاز النهر الصناعي العظيم.
توفي في بنغازي في 3 ديسمبر 2012.

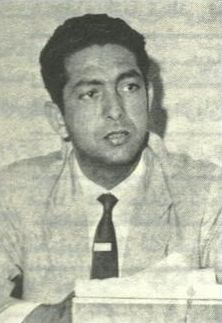
رجب الماجري حين كان وزيراً للعدل عام 1968
الشاعر في سنواته الأخيرة.

## شعره
تركز شعره حول الشعر الوطني، والشعر العاطفي.
من أشعاره:
وقال أيضاً في بداية ثورة 17 فبراير:
| سبقه عبد الحميد البكوش | وزير العدل الليبي 4 سبتمبر 1968 إلى 31 أغسطس 1969 | تبعه محمد علي الجدي |